# عد وردي غدي
العد الوردي الغدي (بالإنجليزية: Glandular rosacea)‏ هو أحد أنواع العد الوردي ويحدث عند الرجال الذين يمتازون بجلد دهني، تظهر أعراض حطاطات متوذمة وبثور قياسها ما بين 0.5 إلى 1.0 سم بالإضافة إلى وجود آفات جلدية عقدية في أكثر الأحيان.